# تیلور کریک (اوهایو)
تیلور کریک (به انگلیسی: Taylor Creek) یک منطقهٔ مسکونی در ایالات متحده آمریکا است که در شهرستان همیلتون، اوهایو واقع شده‌است. تیلور کریک ۲۱٫۸ کیلومتر مربع مساحت و ۳٬۰۶۲ نفر جمعیت دارد و ۲۴۰٫۷۹ متر بالاتر از سطح دریا واقع شده‌است.